# Tineke Huizinga
Johanna Catharina (Tineke) Huizinga-Heringa (Wouterswoude, 16 februari 1960) is een Nederlandse politica van de ChristenUnie.
In het kabinet-Balkenende IV was zij staatssecretaris van Verkeer en Waterstaat. Na de val van dat kabinet was zij tussen februari en oktober 2010 waarnemend minister van Volkshuisvesting, Ruimtelijke Ordening en Milieubeheer in het ontstane rompkabinet. Sinds 11 juni 2019 is Huizinga lid van de Eerste Kamer. Sinds 6 april 2021 is zij fractievoorzitter in de Eerste Kamer.

## Levensloop
Huizinga groeide op in Amersfoort, als dochter van een directeur van een basisschool en een onderwijzeres. Na het gymnasium ging ze in 1978 rechten studeren in Utrecht. Ze werd lid van de christelijke studentenvereniging Ichthus, waar ze Ruurd Huizinga leerde kennen, haar latere man. Ze trouwde met hem op 6 april 1982, hetzelfde jaar als waarin ze na haar kandidaatsexamen een punt zette achter haar rechtenstudie en verhuisde naar Heerenveen, waar ze een aantal jaren gemeenteraadslid was.
Via vertaalwerk dat ze deed voor de christelijke stichting voor wereldwijd vervolgde christenen, Open Doors, kwam ze terecht bij VluchtelingenWerk Nederland. Door haar inzet voor asielzaken en haar activiteiten op kerkelijk gebied werd ze in 1998 benaderd om in Heerenveen lijsttrekker te worden voor de toenmalige politieke partij de RPF. Doordat toen reeds het proces van samengaan met het GPV in de nieuwe partij de ChristenUnie gaande was werd zij in datzelfde jaar lid van laatstgenoemde partij.

## Politieke carrière
Na vier jaar gemeenteraadslidschap van Heerenveen, maakte Huizinga in 2002 de overstap naar het parlement. Huizinga was de eerste vrouw die Kamerlid werd voor de ChristenUnie. Ze werd met voorkeurstemmen gekozen. Van mei 2002 tot februari 2007 was zij lid van de Tweede Kamer. Haar portefeuille omvatte buitenlandse zaken, ontwikkelingssamenwerking, vreemdelingen- en integratiebeleid, ruimtelijke ordening en milieubeheer. Binnen de fractie was zij secretaris en had ze de portefeuille personeelsbeleid. Als parlementariër zat zij in de parlementaire enquêtecommissie Srebrenica die van juni 2002 tot juni 2003 werd gehouden. Tevens was zij bij een aantal bladen columniste.

### Voorkeurstemmen
Huizinga werd in haar Haagse periode weleens met de bijnaam femme fatale aangeduid. Deze had ze te danken aan het feit dat zij reeds tweemaal door voorkeurstemmen een boven haar geplaatste kandidaat van zijn zetel wist te verdringen, te weten Eimert van Middelkoop (die later in de Eerste Kamer kwam en in het kabinet-Balkenende IV minister van Defensie werd) en Leen van Dijke (de vroegere fractievoorzitter van de ChristenUnie).

### Staatssecretaris van Verkeer en Waterstaat
Op 22 februari 2007 werd ze staatssecretaris van Verkeer en Waterstaat in het kabinet-Balkenende IV. Het latere Kamerlid Pieter Grinwis werd politiek assistent van Huizinga. In haar portefeuille had zij alle onderwerpen die met water te maken hebben: de primaire waterkeringen, dijken, kustbescherming, Ruimte voor de Rivier, vaarwegen, binnenvaart, zeescheepvaart, regionale zeehavens en het KNMI. Daarnaast was Huizinga verantwoordelijk voor de marktwerking in het openbaar vervoer, sociale veiligheid en het taxibeleid.
Een van de dossiers onder Huizinga's hoede waar veel om te doen is, was de invoering van de OV-chipkaart. Op 16 april 2008 overleefde Huizinga een motie van wantrouwen wegens de problemen rondom de veiligheid van de OV-chipkaart. De motie, ingediend door GroenLinks en de SP, werd gesteund door de VVD en de PVV.

### Minister van VROM
Op 23 februari 2010 werd Huizinga benoemd tot minister van Volkshuisvesting, Ruimtelijke Ordening en Milieubeheer. Zij nam de beleidsterreinen Ruimte en Milieu voor haar rekening.
Een van de eerste wapenfeiten van Huizinga als minister was het, samen met vier collega-ministers, blokkeren van een in 2007 door het Europees Parlement aangenomen bodemwet op Europees niveau. Aan haar ministerschap kwam op 14 oktober 2010 een eind door het aantreden van het kabinet-Rutte I.
Na haar ministerschap vervulde Huizinga bestuursfuncties bij verschillende maatschappelijke organisaties. Van 2015 tot en met 2018 en was ze directeur van de ontwikkelingshulporganisatie Wilde Ganzen.

### Lid Eerste Kamer

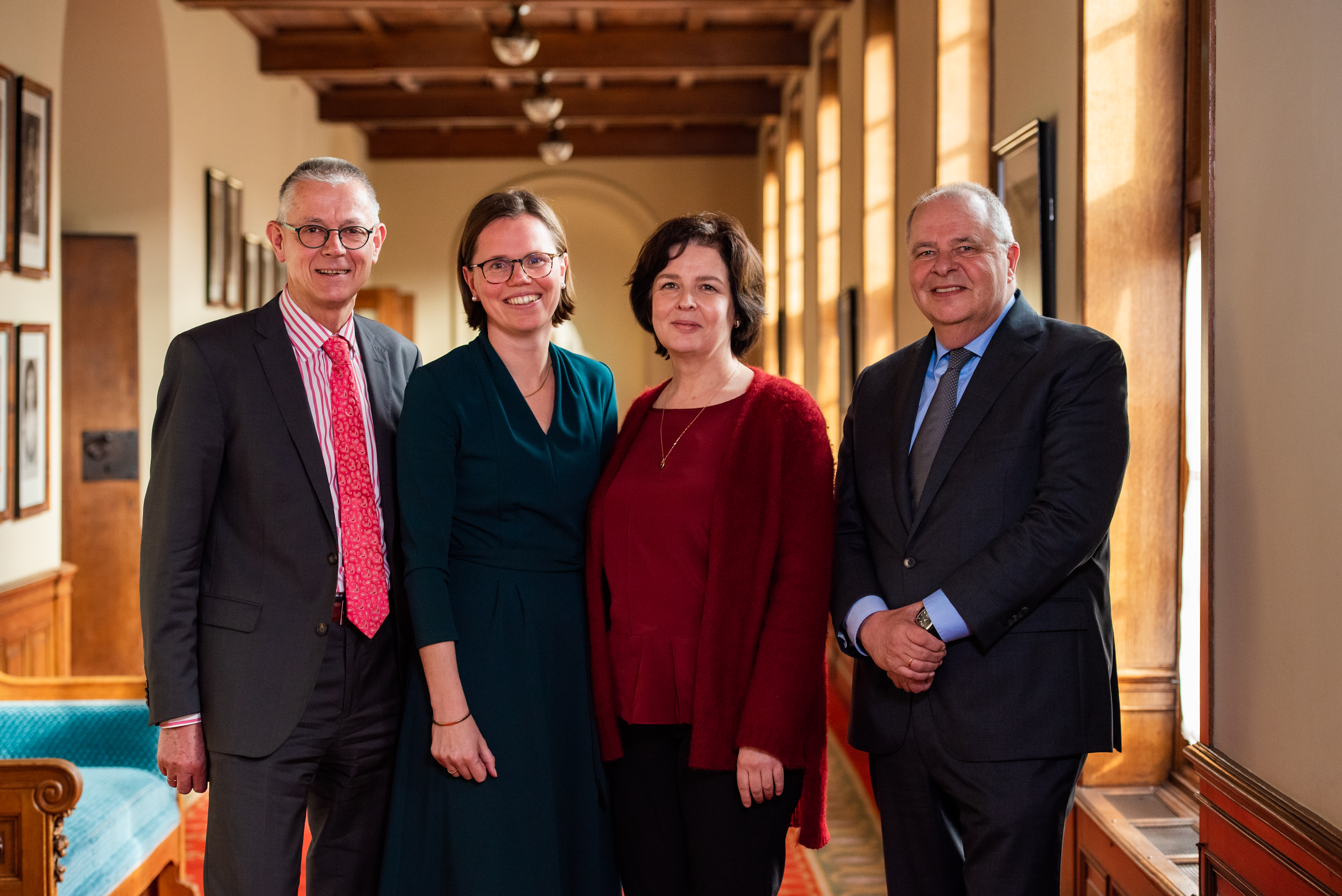
Eerste Kamerfractie van ChristenUnie in 2019: Maarten Verkerk, Mirjam Bikker, Huizinga en Peter Ester

Bij de Eerste Kamerverkiezingen van 2019 stond Huizinga op de derde plaats op de kandidatenlijst van de ChristenUnie en werd verkozen. Op 11 juni 2019 werd zij beëdigd als senator. Huizinga is tweede ondervoorzitter van de commissie Buitenlandse Zaken, Defensie en Ontwikkelingssamenwerking (BDO). Sinds 6 april 2021 is zij fractievoorzitter in de Eerste Kamer. Huizinga is beoogd lijsttrekker van de ChristenUnie bij de Eerste Kamerverkiezingen van 2023.

## Persoonlijk leven
Huizinga is moeder van drie kinderen. Kerkelijk is zij verbonden aan de Nederlands Gereformeerde Kerken.
Eric Holterhues · Tineke Huizinga · Hendrik-Jan Talsma
Theo Bovens (CDA) · 
Johan Dessing (FVD) · 
Auke van der Goot (OPNL) · 
Alexander van Hattem (PVV) · 
Tineke Huizinga (CU) · 
Rik Janssen (SP) · 
Tanja Klip-Martin (VVD) · 
Ilona Lagas (BBB) · 
Paul van Meenen (D66) · 
Annabel Nanninga (JA21) · 
Gaby Perin-Gopie (Volt) · 
Martin van Rooijen (50+) · 
Paul Rosenmöller (GL-PvdA) · 
Peter Schalk (SGP) · 
Ingrid Visseren-Hamakers (PvdD)
- International Standard Name Identifier: 0000 0003 8825 2888
- Nederlandse Thesaurus van Auteursnamen: 325590869
- Parlement.com: vg9fgopt4yzy
- Virtual International Authority File: 281336820